# Acid3
Acid3 és un criteri per avaluar el compliment dels estàndards per part d'un navegador web, especialment els relacionats amb DOM i javascript. El test ha estat creat pel Web Standards Project.
Va estar en desenvolupament des de l'abril del 2007 i va ser llençat el 3 de març del 2008. El principal desenvolupador va ser Ian Hickson que també va escriure el test Acid2. L'Acid2 estava enfocat principalment en els Fulls d'Estil en Cascada(CSS), però aquest tercer també s'enfoca en tecnologies modernes emprades en pàgines web molt interactives amb característiques del Web 2.0, tals com ECMAScript i DOM nivell 2. Alguns tests també són sobre SVG, XML i Data: URI's. Només s'inclouen elements d'especificacions del 2004.
L'Acid3 mostra un comptador que gradualment s'incrementa amb rectangles de colors en el fons. El percentatge mostrat es basa en el nombre de subtests que es passen. A març de 2008 cap navegador no ha passat el test.

## Normes que passa la prova
Les següents normes es posen a prova amb Acid3:
- DOM Nivell 2 transversal (subtests 1-6)
- DOM Nivell 2 Rang (subtests 7-11)
- Content-Type: image / png, text / plain (subtests 14, 15)
- Gestió d'objectes i codis d'estat HTTP (subtest 16)
- DOM Nivell 2 Core (subtests 17, 21)
- DOM Nivell 2 Esdeveniments (subtests 17, 30-32)
- CSS selectors (subtests 33-40)
- DOM Nivell 2 Estil (subtests 45)
- DOM Nivell 2 HTML (subtest 60)
- DOM Nivell 2 Reproduccions
- ECMAScript GC (subtests 26-27)
- Unicode 5,0 UTF-16 (subtest 68)
- Unicode 5,0 UTF-8 (subtest 70)
- HTML 4.0 Transitional (subtests 71)
- HTML 4.01 Strict
- SVG 1.1 (subtests 74, 78)
- SVG 1,1 Fonts (subtests 77, 79)
- SMIL 2.1 (subtests 75-76)
- Conformitat amb ECMAScript (subtests 81-96)
- Esquema de dadesURI (subtest 97)
- XHTML 1.0 Strict (subtest 98)
- Protocol HTTP 1.1

## Superació de les proves
Una nota d'aprovat només es considerara vàlida amb la configuració per defecte del navegador que s'ha utilitzat.
Els següents ajustaments del navegador i les accions dels usuaris invalidar la prova:
- Ampliació en o fora
- Desactivació d'imatges
- L'aplicació de fonts, colors, estils, etc personalitzats

També l'ús dels scripts User JavaScript o Greasemonkey pot anul·lar la prova.

## Estat dels navegadors
| Color   | Significat                                           |
| ------- | ---------------------------------------------------- |
| Vermell | Versió antiga sense suport                           |
| Groc    | Versió antiga amb suport                             |
| Verd    | Versió actual                                        |
| Lila    | Versió actual no estable                             |
| Blau    | Versió futura                                        |
| Negreta | Versió estable al moment de la publicació de l'Acid3 |

| Motor   | Versió               | Resultat |
| ------- | -------------------- | -------- |
| Trident | IE 7                 | 12/100   |
| Trident | IE 8 RC1             | 20/100   |
| Gecko   | Firefox 2            | 52/100   |
| Gecko   | Firefox 3.6          | 94/100   |
| Gecko   | Firefox 3.7 alpha    | 96/100   |
| WebKit  | Safari 3.0 beta      | 39/100   |
| WebKit  | Safari 4             | 100/100  |
| WebKit  | Beta r31342          | 100/100  |
| Presto  | Opera 9.25           | 46/100   |
| Presto  | Opera 9.51           | 51/100   |
| Presto  | Opera 10 beta        | 100/100  |
| KHTML   | Konqueror 4.0.2      | 61/100   |
| KHTML   | Konqueror 4.2.2      | 87/100   |
| KHTML   | Konqueror 4.3 Beta 1 | 89/100   |